# Vicariat apostolique de Saint-Pierre et Miquelon
Le vicariat apostolique des îles Saint-Pierre et Miquelon (en latin : apostolicus vicariatus Insularum Sancti Petri et Miquelonensis) est une ancienne église particulière de l'Église catholique en France jusqu'à sa suppression et le rattachement de son territoire au diocèse de La Rochelle et Saintes le 1er mars 2018 sous le statut de doyenné.

## Histoire
La préfecture apostolique de Saint-Pierre-et-Miquelon a été érigée en 1765, deux ans après que la Nouvelle-France a été cédée à la Grande-Bretagne par le Traité de Paris.
Par la constitution apostolique Catholicae Ecclesiae du 16 novembre 1970, le pape Paul VI élève la préfecture apostolique au rang de vicariat apostolique.
Le  1er mars 2018, à la suite de la démission pour raison d'âge de Pierre-Marie Gaschy, le vicariat est supprimé et son territoire est rattaché au diocèse de La Rochelle et Saintes sous forme de doyenné.

## Décret de mars 2018
La situation ecclésiale du territoire des « îles Saint-Pierre-et-Miquelon », dans l’océan Atlantique, érigé en préfecture apostolique en 1763 et devenu vicariat apostolique en 1970, dont la congrégation du Saint-Esprit a eu jusqu’à présent le ius commissionis, a été évaluée par leurs éminentissimes et excellentissimes pères du dicastère pour l’évangélisation des peuples durant la session ordinaire du 8 janvier 2018. Les pères ont conclu que l’on pouvait supprimer le vicariat apostolique des « îles Saint-Pierre-et-Miquelon », dépendant de la Congrégation pour l’évangélisation des peuples, et que le territoire correspondant soit uni au diocèse de La Rochelle, en France, placé sous la compétence de la Congrégation des évêques. – Le souverain pontife, pape François, durant l’audience qu’il a accordée le 12 janvier 2018 à l’éminentissime cardinal préfet de la Congrégation pour l’évangélisation des peuples, a décidé la suppression du vicariat apostolique des « îles Saint-Pierre-et-Miquelon » et l’incorporation du territoire correspondant dans le diocèse de La Rochelle, en France. Cette disposition prendra effet à partir du 1er mars 2018. – Contrariis non obstantibus. – Cité du Vatican, le 1er mars 2018. Fernando Cardinal Filoni, préfet. + Protase Rugambwa, secrétaire.
Protocollum n° 935/18 - Congregatio pro gentium evangelizatione

## Liste des préfets puis vicaires apostoliques de Saint-Pierre et Miquelon
- Jacques Girard, préfet apostolique (1765-1766)
- Gilles-François Pinabel (1766-1767)
- Julien-François Becquet, préfet apostolique (1767-1775)
- Jean-Jacques Bouguet (1776-1777)
- Pierre-François Cassiet (1777-1783)
- Baptiste-François-Xavier Paradis (1783-1786)
- Jean de Longueville, préfet apostolique (1788-1793)
- James Louis O'Donel (en) (1796-1807)
- Pierre Ollivier, préfet apostolique (1816-1842)
- Amateur-Jean Charlot, préfet apostolique (1842-1853)
- Jean-Marie-Mathurin Le Helloco, préfet apostolique (1853-1867)
- René Le Tournoux (1866-1892)
- Ange Tibéri (1892-1899)
- Christophe-Louis Légasse, préfet apostolique (1899-1915)
- Joseph Oster, préfet apostolique (1916-1922)
- Charles-Joseph Heitz, préfet apostolique (1922-1933)
- Raymond Henri Martin, préfet apostolique (1945-1966)
- François Maurer, préfet apostolique, puis vicaire apostolique (1966-2000)
- Lucien Fischer, vicaire apostolique (2000-2009)
- Pierre-Marie Gaschy, vicaire apostolique (2009-2018)

Il est à noter que les 3 vicaires apostoliques sont tous des spiritains d'origine alsacienne, de même que NN. SS. Oster et Heitz.